# Charles Ardant du Picq
Charles Ardant du Picq (ur. 1821, zm. 1870) – pułkownik francuski. Pisarz wojskowy. Brał udział w wielu konfliktach zbrojnych prowadzonych przez Francję (wojny algierska, krymska i włoska). Zginął podczas walk o Metz. Zwrócił na siebie uwagę szeregiem publikacji poświęconych istocie walki i zachowaniu się żołnierza w czasie wojny.
Najbardziej znane tytuły jego autorstwa to: Etudes sur le combat d'après l'antique (1868), Le combat moderne (1880).